# قدرت اراده
قدرت اراده (Icchā śákti) یک اصطلاح سانسکریت است که به اراده آزاد و میل خلاق ترجمه می‌شود. Icca sakti قدرت اراده است. هنگامی که ایچا ساکتی با کریا ساکتی، یکی می‌شود، آنها با هم جنانا ساکتی، قدرت دانش و خرد را تولید می‌کنند.
Iccha sakti انگیزه طبیعی انسان برای ایجاد است. کریا ساکتی توانایی عمل، تجلی و ایجاد است. جنانا ساکتی روشنگری است.
رغبت و میل (Icchā) یکی از هفده کیفیت است که وی شیشکا به آن اشاره می‌کند.